# Sciastes hyperboreus
Sciastes hyperboreus är en spindelart som först beskrevs av Kulczynski 1908.  Sciastes hyperboreus ingår i släktet Sciastes och familjen täckvävarspindlar. Inga underarter finns listade i Catalogue of Life.